# Selección masculina de rugby 7 de España
La selección masculina de rugby 7 de España, más conocida por su nomenclatura inglesa de selección de seven de España, es el equipo de rugby 7 formado por jugadores masculinos de nacionalidad española, que representa a la Federación Española de Rugby (FER) desde 1993 en las competiciones oficiales organizadas por Rugby Europe y World Rugby.
El equipo es conocido familiar e internacionalmente como «El VII del León», en referencia al escudo de la FER, por el tradicional seudónimo del equipo nacional conocido como los leones. Los seudónimos de los equipos del rugby "seven", como es tradicionalmente conocida la modalidad, tienen continuidad de los de los equipos de rugby 15, en donde España es conocida como «El XV del León».
A nivel europeo, la selección de España está considerada como perteneciente al segundo escalón, junto con Alemania, Rusia y Portugal, y por debajo de las selecciones de Gales, Escocia, Inglaterra y Francia, que compiten regularmente en la Series Mundiales. No obstante, en la actualidad, compite en los mismos torneos que estos últimos países.

## Historia
La selección española ha participado en seis Series Mundiales de Rugby 7. El equipo disputó la temporada 1999-00, coincidiendo con el bautizo del torneo en la temporada 1999-00. En la edición de 2011-12, consiguió su mejor clasificación al finalizar en 14º lugar.
Obtuvo estatus de equipo permanente en la temporada 2012-13 de las Series Mundiales, teniendo derecho a participar en todas las etapas por primera vez en su historia. Ese derecho le fue otorgado al ampliarse el cupo vigente de doce equipos permanentes a quince, ganándose España, Portugal y Canadá las nuevas tres plazas por sus resultados en el torneo clasificatorio del Seven de Hong Kong 2012. Para España este logro significó un gran hito en su historia, ya que es uno de los países donde el rugby aun no se encuentra profesionalizado, y supuso entrar en la élite del rugby mundial en categoría "seven".
España obtuvo el 15º puesto en la temporada 2012-13, tras lo cual venció en las semifinales del torneo clasificatorio del Seven de Londres, reteniendo así su estatus como equipo permanente. En la temporada 2013-14, también obtuvo el 15º puesto, por lo que automáticamente perdió su estatus.
En el torneo clasificatorio del Seven de Hong Kong, perdió en las semifinales de la edición 2015 y en cuartos de final de la edición 2016. El equipo ganó el torneo clasificatorio del Seven de Hong Kong 2017 de manera invicta, por lo que retornó como equipo permanente en la Serie Mundial de Rugby 7 2017-18.
En la Copa del Mundo de Rugby 7, cuenta con tres participaciones a lo largo de su historia, donde obtuvo su mejor actuación en 1993, cuando logró el décimo puesto global por detrás de las grandes potencias del rugby mundial, tras caer en la final por la disputa de la Copa de Plata frente a Argentina, proclamándose subcampeón de la segunda categoría. 
Así mismo, se destaca su participación en unos Juegos Olímpicos, los de Río de Janeiro 2016.

## Palmarés
- Rugby Europe Sevens Championship (2): 2021, 2022.
- Torneo Preolímpico (1): 2016.

## Historial en competiciones
| - Edimburgo 1993: 10º puesto - Hong Kong 1997: 13º puesto - Mar del Plata 2001: 11º puesto - Hong Kong 2005: no clasificó - Dubái 2009: no clasificó - Moscú 2013: 21.er puesto - San Francisco 2018: no clasificó - Ciudad del Cabo 2022: no clasificó - Clasificatorio a Río 2016: 1º puesto - Clasificatorio a Tokio 2020: no clasificó - Clasificatorio a París 2024: 3º puesto - Río 2016: 10º puesto - Tokio 2020: no clasificó - París 2024: no clasificó - Cracovia 2023: 3.º puesto | - Serie Mundial 99-00: 16º puesto (2 pts) - Serie Mundial 00-01 a la Serie Mundial 10-11 : No participó - Serie Mundial 11-12: 14º puesto (19 pts) - Serie Mundial 12-13: 15º puesto (26 pts) - Serie Mundial 13-14: 15º puesto (20 pts) - Serie Mundial 14-15: No participó - Serie Mundial 15-16: No participó - Serie Mundial 16-17: Equipo invitado (2 pts) - Serie Mundial 17-18: 11º puesto (56 pts) - Serie Mundial 18-19: 12º puesto (49 pts) - Serie Mundial 19-20: 14º puesto (33 pts) - Serie Mundial 20-21: 9º puesto (10 pts) - Serie Mundial 21-22: 11º puesto (51 pts) - Serie Mundial 22-23: 11º puesto (57 pts) - SVNS 23-24: 10º puesto (36 pts) - SVNS 24-25: 2.º puesto (88 pts) - Alemania 2002: no participó - Alemania 2003: 7º puesto - España 2004: 8º puesto - Rusia 2005: 5º puesto - Rusia 2006: 8º puesto - Rusia 2007: 4º puesto - Alemania 2008: 6º puesto - Alemania 2009: 4º puesto - Rusia 2010: 4º puesto - Europa 2011: 3º puesto - Europa 2012: 4º puesto - Francia/Rumanía 2013: 11º puesto - Europa 2014: 5º puesto - Europa 2015: 2º puesto - Europa 2016: 5º puesto - Europa 2017: 3º puesto - Europa 2018: 9º puesto - Polonia/Rusia 2019: 4º puesto - Portugal/Rusia 2021: Campeón - Portugal/Polonia 2022: Campeón - Polonia/Alemania 2023: 3º puesto - Croacia/Alemania 2024: 7º puesto - Croacia/Alemania 2025: 2º puesto |